# ریپلی، دربی‌شر
longitudeریپلی، دربی‌شرlatitudeریپلی، دربی‌شر
ریپلی، دربی‌شر (به انگلیسی: Ripley, Derbyshire) یک منطقهٔ مسکونی در انگلستان است که در میدلند شرقی واقع شده‌است.

## خصوصیات
ریپلی ۲۱٬۰۹۷ نفر جمعیت دارد.